# نمایش کله‌فنجونی!
نمایش کله‌فنجونی! (به انگلیسی: The Cuphead Show!) یک مجموعه پویانمایی تلویزیونی موزیکال است که توسط دیو واسون برای نتفلیکس ساخته شده‌است. این انیمیشن بر اساس بازی ویدیویی کانادایی کله‌فنجونی که در سال ۲۰۱۷ توسط استودیو MDHR منتشر شده‌است. چاد و جارد مولدنهاور، خالقان کله‌فنجونی، به همراه دیو واسون و سی جی کتلر، و کازمو سگورسن به عنوان تهیه‌کننده اجرایی این مجموعه فعالیت می‌کنند.
داستان این مجموعه درباره ی دو برادر کله فنجونی شکل به نام کاپ‌هد (فنجونی جون) و ماگمن (لیوانی جون) هست که در کلبه ی پدر بزرگ خودشان زندگی می‌کنند. برادرش کاپ هد از آنجایی که در قسمت اول روحش را به شیطان بدهکار می‌شود دچار دردسر‌هایی می‌شود. این مجموعه در ۱۸ فوریه ۲۰۲۲ در سراسر جهان منتشر شد و بازخوردهای مثبتی دریافت کرد. این انیمیشن مشابه بازی ای که بر اساس آن ساخته شده‌است، بسیاری از منتقدان از جلوه‌های بصری و همچنین طنز و لحن آن که الگو‌گیری از کارتون‌های کلاسیک دهه نود میلادی بود تمجید کردند. برخی از منتقدان بر این باورند که تنها یک کپی بی ارزش بر اساس انیمیشن‌های دهه نود کلاسیک است.

## توسعه
در جولای ۲۰۱۹، اعلام شد که نتفلیکس برای ساخت این سریال همکاری کرده‌است. چاد و جارد مولدنهاور از استودیو MDHR به همراه سی‌جی کتلر از استودیوی سندیکای کینگ فیچرز به همراه دیو واسون، و کازمو سگورسن به عنوان تهیه‌کننده‌های اجرایی این مجموعه انتخاب شدند. کلی مارو و آدام پالویان هم به عنوان کارگردانان این مجموعه مشغول فعالیت شدند. این سریال برای اولین بار در جشنواره بین‌المللی فیلم انیمیشن انسی در ژوئن ۲۰۲۰، معرفی شد و اعلام شد که موسیقی این نمایش توسط ایگو پلام ساخته خواهد شد.

## قسمت‌ها
| فصل | قسمت‌ها | قسمت‌ها | تاریخ اصلی پخش | تاریخ اصلی پخش |
| --- | ------ | ------ | -------------- | -------------- |
| ۱   | ۱۲     | ۱۲     | ۱۸ فوریه ۲۰۲۲  | ۱۸ فوریه ۲۰۲۲  |
| ۲   | ۱۳     | ۱۳     | ۱۹ اوت ۲۰۲۲    | ۱۹ اوت ۲۰۲۲    |
| ۳   | ۱۱     | ۱۱     | ۱۸ نوامبر ۲۰۲۲ | ۱۸ نوامبر ۲۰۲۲ |

### فصل ۱ (۲۰۲۲)
| شم. کلی | شم. در فصل | عنوان                         | کارگردان     | Storyboard by                          | تاریخ پخش اصلی | کد تولید |
| ------- | ---------- | ----------------------------- | ------------ | -------------------------------------- | -------------- | -------- |
| ۱       | ۱          | «کارناوال شیطانی» (سربرنامه)  | Adam Paloian | Adam Paloian                           | ۱۸ فوریه ۲۰۲۲  | 101A     |
| ۲       | ۲          | «بچه بطری»                    | Clay Morrow  | Casey Alexander & Dan Becker           | ۱۸ فوریه ۲۰۲۲  | 101B     |
| ۳       | ۳          | «ریبی و کراکس»                | Adam Paloian | Benjamin Arcand & Ian Vazquez          | ۱۸ فوریه ۲۰۲۲  | 103B     |
| ۴       | ۴          | «با احتیاط حمل شود»           | Clay Morrow  | Dan Becker & Kennedy Tarell            | ۱۸ فوریه ۲۰۲۲  | 102A     |
| ۵       | ۵          | «تاس بریزید»                  | Adam Paloian | Benjamin Arcand & Ian Vazquez          | ۱۸ فوریه ۲۰۲۲  | 104A     |
| ۶       | ۶          | «ارواح واقعی نیستن!»          | Adam Paloian | Benjamin Arcand & Ian Vazquez          | ۱۸ فوریه ۲۰۲۲  | 106A     |
| ۷       | ۷          | «ریشهٔ خشکیده»                 | Clay Morrow  | Karl Hadrika, Zoë Moss and Dave Thomas | ۱۸ فوریه ۲۰۲۲  | 104B     |
| ۸       | ۸          | «پلیور ضد مرگ» (بخش ۱)        | Adam Paloian | Megan Boyd & Fernando Puig             | ۱۸ فوریه ۲۰۲۲  | 105A     |
| ۹       | ۹          | «پلیور شانس دفعهٔ بعد» (بخش ۲) | Clay Morrow  | Dan Becker & Kennedy Tarell            | ۱۸ فوریه ۲۰۲۲  | 105B     |
| ۱۰      | ۱۰         | «لیوانی خطرناک»               | Clay Morrow  | Karl Hadrika & Zoë Moss                | ۱۸ فوریه ۲۰۲۲  | 102B     |
| ۱۱      | ۱۱         | «چرت خاکی»                    | Clay Morrow  | Karl Hadrika & Zoë Moss                | ۱۸ فوریه ۲۰۲۲  | 106B     |
| ۱۲      | ۱۲         | «راه دلربایی» (بخش ۱)         | Adam Paloian | Megan Boyd & Fernando Puig             | ۱۸ فوریه ۲۰۲۲  | 107A     |

### فصل ۲ (۲۰۲۲)
| شم. کلی | شم. در فصل | عنوان                           | کارگردان                   | Storyboard by                                            | تاریخ پخش اصلی | کد تولید |
| ------- | ---------- | ------------------------------- | -------------------------- | -------------------------------------------------------- | -------------- | -------- |
| ۱۳      | ۱          | «فرار از زندان» (بخش ۲)         | Adam Paloian               | Megan Boyd & Fernando Puig                               | ۱۹ اوت ۲۰۲۲    | 107B     |
| ۱۴      | ۲          | «دلربا و خطرناک» (بخش ۳)        | Clay Morrow                | Dan Becker & Kennedy Tarrell                             | ۱۹ اوت ۲۰۲۲    | 109B     |
| ۱۵      | ۳          | «ماجراجویی در دریاهای آزاد!»    | Adam Paloian               | Megan Boyd, Fernando Puig, Benjamin Arcand & Ian Vazquez | ۱۹ اوت ۲۰۲۲    | 112A     |
| ۱۶      | ۴          | «یه برادر دیگه»                 | Adam Paloian               | Megan Boyd & Fernando Puig                               | ۱۹ اوت ۲۰۲۲    | 103A     |
| ۱۷      | ۵          | «وسوسهٔ شیرین»                   | Clay Morrow                | Karl Hadrika & Zoë Moss                                  | ۱۹ اوت ۲۰۲۲    | 110B     |
| ۱۸      | ۶          | «مرد بستنی فروش»                | Adam Paloian               | Benjamin Arcand & Ian Vazquez                            | ۱۹ اوت ۲۰۲۲    | 110A     |
| ۱۹      | ۷          | «کلاس پیانو»                    | Clay Morrow                | Dan Becker & Kennedy Tarrell                             | ۱۹ اوت ۲۰۲۲    | 118B     |
| ۲۰      | ۸          | «هیولاها را آزاد کنید!» (بخش ۱) | Adam Paloian & Clay Morrow | Benjamin Arcand & Ian Vazquez                            | ۱۹ اوت ۲۰۲۲    | 108A     |
| ۲۱      | ۹          | «آس و پاس»                      | Adam Paloian               | Megan Boyd & Fernando Puig                               | ۱۹ اوت ۲۰۲۲    | 111A     |
| ۲۲      | ۱۰         | «تمام موش‌ها، مردم»              | Clay Morrow                | Karl Hadrika, Zoë Moss & Casey Alexander                 | ۱۹ اوت ۲۰۲۲    | 112B     |
| ۲۳      | ۱۱         | «بگو پنیر!»                     | Clay Morrow                | Dan Becker & Kennedy Tarrell                             | ۱۹ اوت ۲۰۲۲    | 113B     |
| ۲۴      | ۱۲         | «گمشده در جنگل»                 | Clay Morrow                | Jules Bridgers                                           | ۱۹ اوت ۲۰۲۲    | 113A     |
| ۲۵      | ۱۳         | «چنگک اهریمن» (بخش ۲)           | Clay Morrow                | Karl Hadrika & Zoë Moss                                  | ۱۹ اوت ۲۰۲۲    | 108B     |

### فصل ۳ (۲۰۲۲)
| شم. کلی | شم. در فصل | عنوان                         | کارگردان                   | Storyboard by                                              | تاریخ پخش اصلی | کد تولید |
| ------- | ---------- | ----------------------------- | -------------------------- | ---------------------------------------------------------- | -------------- | -------- |
| ۲۶      | ۱          | «انتقام اهریمن!» (بخش ۳)      | Adam Paloian               | Benjamin Arcand & Ian Vazquez                              | ۱۷ نوامبر ۲۰۲۲ | 116A     |
| ۲۷      | ۲          | «درو باز نکن»                 | Adam Paloian               | Fernando Puig                                              | ۱۸ نوامبر ۲۰۲۲ | 123A     |
| ۲۸      | ۳          | «صحنهٔ فنجونی»                 | Clay Morrow                | Dan Becker & Kennedy Tarrell                               | ۱۸ نوامبر ۲۰۲۲ | 111B     |
| ۲۹      | ۴          | «کشتهٔ جاده‌ای»مسدوم            | Clay Morrow & Adam Paloian | Nick Lauer & Austin Faber                                  | ۱۸ نوامبر ۲۰۲۲ | 116B     |
| ۳۰      | ۵          | «تعطیلات به درختشه»           | Clay Morrow                | Jared Morgan & Zoë Moss                                    | ۱۸ نوامبر ۲۰۲۲ | 115A     |
| ۳۱      | ۶          | «یک کریسمس فوق اهریمنی»       | Adam Paloian               | Karl Hadrika, Benjamin Arcand, Fernando Puig & Ian Vazquez | ۱۸ نوامبر ۲۰۲۲ | 115B     |
| ۳۲      | ۷          | «سفارش ویژه» (بخش ۱)          | Clay Morrow                | Jared Morgan & Zoë Moss                                    | ۱۸ نوامبر ۲۰۲۲ | 121A     |
| ۳۳      | ۸          | «اوج و سقوط»                  | Adam Paloian               | Benjamin Arcand, Ian Vazquez & Sam Kessler                 | ۱۸ نوامبر ۲۰۲۲ | 122B     |
| ۳۴      | ۹          | «سواری باحال» (بخش ۲)         | Clay Morrow                | Nick Lauer & Austin Faber                                  | ۱۸ نوامبر ۲۰۲۲ | 121B     |
| ۳۵      | ۱۰         | «رقصیدن با خطر» (بخش ۳)       | Clay Morrow                | Jared Morgan & Zoë Moss                                    | ۱۸ نوامبر ۲۰۲۲ | 122A     |
| ۳۶      | ۱۱         | «اهریمن و پیاله بانو» (بخش ۴) | Adam Paloian               | Benjamin Arcand & Michael Ruocco                           | ۱۸ نوامبر ۲۰۲۲ | 123B     |